# Bidzhan
Bidzhan (russisk: Биджан) er en flod i den Jødiske autonome oblast i det fjernøstlige Rusland. Bidzhan kommer af evenkisk "Bidzen", der betyder "Permanent boplads"). Længden af floden er omkring 274 km, bredden 30-60 meter og dybden 1,5 -7 meter. Bidzhan dannes ved sammenløbet af kildefloderne Pravyj Bidzhan og Levyj Bidzhan i Hinggan-bjergene og løber derfra fra nord mod syd og ender med at flyde sammen med den større flod Amur. Langs floden er byen Birobidzjan som er administrativt centrum i den Jødiske autonome oblast og som delvist er opkaldt efter floden. Bidzhan indgår i symbolikken i det Jødiske autonome oblasts våbenskjold.
Den højeste registrerede vandstand var i slutningen af juli 1932, da floden var næsten 3 meter over norm.